# U-568
U-568 – niemiecki okręt podwodny typu VIIC z okresu II wojny światowej. Wyporność U-Boota wynosiła 769 ton w położeniu nawodnym i 871 ton pod wodą, a jego główną bronią było 14 torped o kalibrze 533 mm, wystrzeliwanych z pięciu wewnętrznych wyrzutni. Jednostka rozwijała na powierzchni maksymalną prędkość 17,6 węzła, jej zasięg przy prędkości 10 węzłów wynosił 8500 Mm.
Okręt został zwodowany 6 marca 1941 roku w stoczni Blohm & Voss w Hamburgu, a 1 maja 1941 roku wcielono go do służby w Kriegsmarine. Pływając w składzie 3. i 29. Flotylli U-Bootów, U-568 odbył pięć patroli bojowych, podczas których zatopił jeden statek o pojemności 6023 BRT i dwie korwety o łącznej wyporności 1850 ton oraz uszkodził niszczyciel o wyporności 1630 ton. 29 maja 1942 roku na północny wschód od Tobruku U-Boot został zatopiony bombami głębinowymi przez brytyjskie niszczyciele.

## Projekt i budowa
Jednostki typu VIIC były kolejnym ewolucyjnym ulepszeniem najliczniej budowanych w Niemczech okrętów typu VII. Poprzednik – typ VIIB – miał zbyt mały zasięg i za mało miejsca pod pokładem, by można było zainstalować sonar. Opracowany w 1938 roku projekt nowego okrętu różnił się od poprzedniej wersji m.in. zwiększoną grubością blach kadłuba sztywnego (z 16 do 18,5 mm, co zwiększyło maksymalną głębokość zanurzenia z 200 metrów do 250–280 metrów), przedłużeniem kadłuba o 60 cm i kiosku o 30 cm oraz powiększeniem zbiorników paliwa o 5,4 m³, co poprawiło zasięg. Powiększone rozmiary pozwoliły na instalację aktywnego sonaru S-Gerät, który uzupełniał pasywny Gruppenhorchgerät (GHG). Do zakończenia wojny do służby weszło 568 okrętów typu VIIC .
U-568 zamówiono 24 października 1939 roku . Został zbudowany w stoczni Blohm & Voss w Hamburgu jako jeden z 171 okrętów typu VIIC zamówionych w tej wytwórni . U-568 otrzymał numer stoczniowy 544 (Werk 544) . Stępkę okrętu położono 27 kwietnia 1940 roku, a zwodowany został 6 marca 1941 roku .

## Dane taktyczno-techniczne

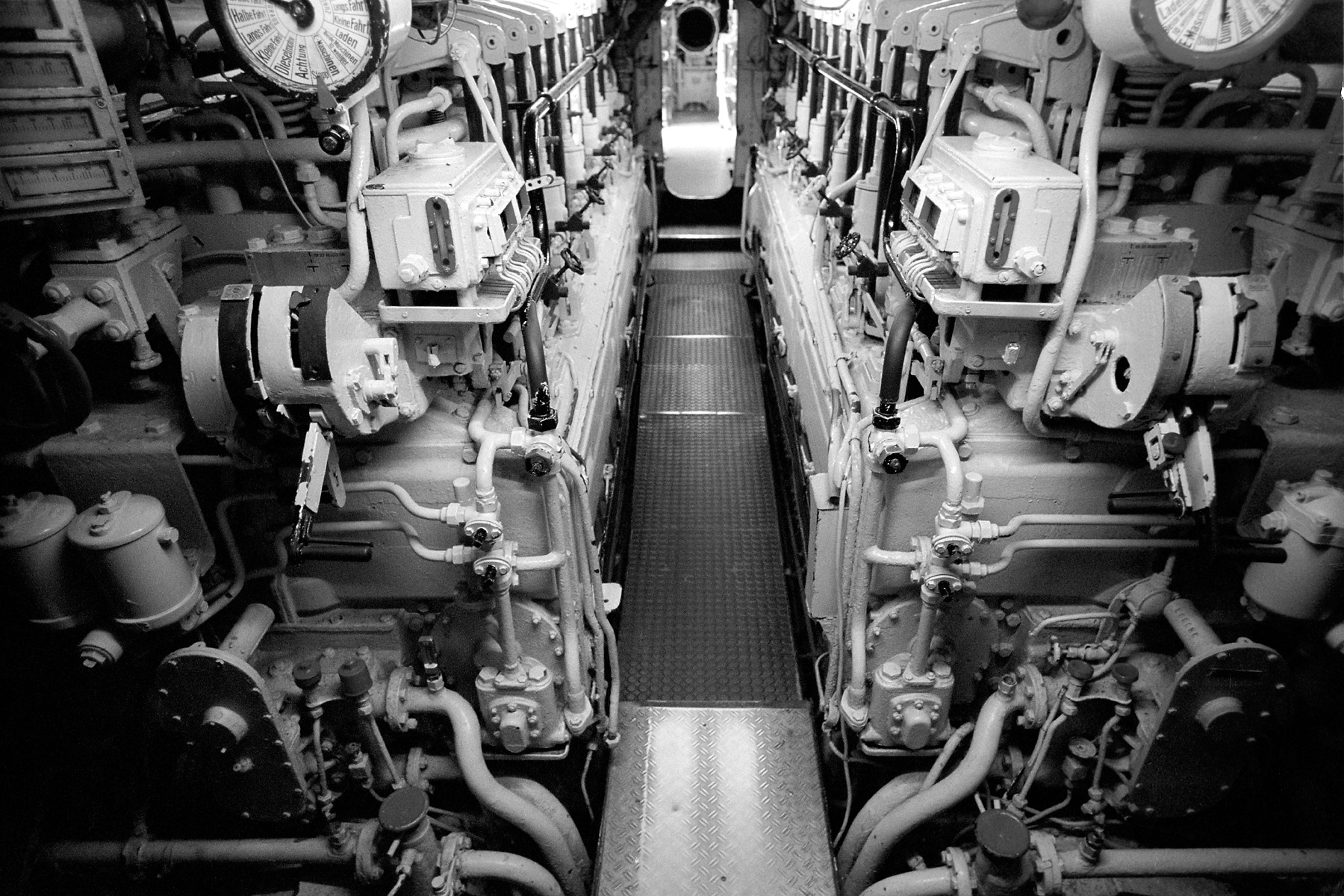
Wnętrze przedziału silników wysokoprężnych

U-568 był średniej wielkości okrętem podwodnym o konstrukcji dwukadłubowej. Długość całkowita wynosiła 67,1 metra, szerokość 6,2 metra i zanurzenie 4,74 metra . Wysokość (od stępki do szczytu kiosku) wynosiła 9,6 metra . Wykonany ze stali pancernej CM 351 o grubości 18,5 mm kadłub sztywny miał 50,5 metra długości i 4,7 metra szerokości. Podzielony był grodziami na sześć przedziałów wodoszczelnych: (od dziobu): I – przedział torpedowy ze sterami głębokości oraz GHG, II – przedział akumulatorów wraz z pomieszczeniami załogi, magazynem amunicji i toaletą, III – centrala z pomieszczeniem wielofunkcyjnym (mieszczącym drugą baterię akumulatorów, pomieszczenia załogi i kambuz), IV – przedział silników spalinowych, V – przedział silników elektrycznych, VI – rufowy przedział torpedowy ze sterami kierunku i głębokości. Kadłub ciśnieniowy otoczony był kadłubem lekkim wykonanym z blach o grubości 4–8 mm. Wyporność w położeniu nawodnym wynosiła 769 ton, a w zanurzeniu 871 ton.
Okręt napędzany był na powierzchni przez dwa 6-cylindrowe, czterosuwowe silniki wysokoprężne Krupp-Germaniawerft F46 z doładowaniem o łącznej mocy 3200 KM przy 470-490 obr./min, a pod wodą poruszał się dzięki dwóm silnikom elektrycznym prądu stałego BBC GG UB720/8 o łącznej mocy 750 KM przy 295 obr./min . Dwa wały napędowe obracały dwie śruby, zapewniając maksymalną prędkość 17–17,6 węzła na powierzchni i 7,6 węzła w zanurzeniu . Zasięg wynosił 8500 Mm przy prędkości 10 węzłów w położeniu nawodnym (3250 Mm przy prędkości maksymalnej) oraz 80 Mm przy prędkości 4 węzłów pod wodą (130 Mm przy 2 węzłach). Zbiorniki mieściły 113,47 tony paliwa, a energia elektryczna magazynowana była w dwóch bateriach akumulatorów AFA 33 MAL 800 E po 62 ogniwa o łącznej pojemności 9160 Ah, masie 62 tony i czasie rozładowania 20 godzin. Dopuszczalna głębokość zanurzenia okrętu wynosiła 100 metrów, a głębokość zgniecenia 250–280 metrów .
Okręt wyposażony był w pięć wyrzutni torped kalibru 533 mm (cztery na dziobie i jedną rufową), z łącznym zapasem 14 torped (wymiennie okręt mógł przenosić 26 min typu TMA lub 39 min typu TMB). Uzbrojenie artyleryjskie stanowiło umieszczone przed kioskiem działo pokładowe kalibru 88 mm SK C/35 L/45, z zapasem amunicji wynoszącym 220–250 naboi oraz pojedyncze działko przeciwlotnicze kalibru 20 mm C/38 L/65 . Jednostka wyposażona też była w pasywny sonar GHG i aktywny S-Gerät, a do obserwacji służyły dwa peryskopy Zeissa: bojowy i nocny .
Załoga okrętu składała się z czterech oficerów oraz 40 podoficerów i marynarzy.

## Służba
U-568 został wcielony do służby w Kriegsmarine 1 maja 1941 roku . Dowództwo okrętu objął kpt. mar. (niem. Kapitänleutnant) Joachim Preuss, dowodzący wcześniej U-10 . U-Boot otrzymał numer poczty polowej M 42 161. Do 1 sierpnia 1941 roku załoga jednostki przechodziła szkolenie w składzie 3. Flotylli U-Bootów, operując z Kilonii .

### Pierwszy rejs bojowy
3 sierpnia 1941 roku U-568 wyszedł z Trondheim, udając się na swój pierwszy wojenny patrol . W dniach 10–23 sierpnia okręt wchodził w skład wilczego stada „Grönland”  . 12 sierpnia o godzinie 3:11 na południe od Islandii U-Boot wystrzelił torpedy w kierunku statków płynących w konwoju ON-4, trafiając w brytyjską korwetę typu Flower HMS „Picotee” (K63) o wyporności 925 ton z 4. Grupy Eskortowej . Ugodzony w okolicy mostka okręt przełamał się na pół i natychmiast zatonął na pozycji 62°00′N 16°01′W/62,000000 -16,016667, a z jego załogi składającej się z pięciu oficerów i 61 marynarzy nikt się nie uratował . Następnie U-568 bez uszkodzeń przetrwał kontratak eskorty, jednak utracił kontakt z konwojem . Między 23 sierpnia a 2 września U-Boot operował w ramach stada „Kurfürst”, a następnie (od 2 do 8 września) przyporządkowany był do stada „Seewolf”  .
Okręt dopłynął do bazy w Saint-Nazaire 10 września, po 39 dniach spędzonych w morzu  .

### Drugi rejs bojowy
9 października U-568 wyszedł z Saint-Nazaire na swój drugi atlantycki patrol  . W tym rejsie na pokładzie U-Boota staż dowódczy przechodził por. mar. (niem. Oberleutnant zur See) Rudolf Lemcke . 16 października o godzinie 1:14 okręt wystrzelił salwę trzech torped w kierunku płynących w konwoju SC-48, z których dwie trafiły w zbudowany w 1920 roku brytyjski parowiec „Empire Heron” o pojemności 6023 BRT, transportujący ładunek 7673 ton siarki na trasie Freeport – Sydney – Manchester . Statek natychmiast zatonął na pozycji 54°55′N 27°15′W/54,916667 -27,250000, a na jego pokładzie śmierć poniosły 42 z liczącej 43 osoby załogi (jedyny uratowany został podjęty z morza przez brytyjską korwetę HMS „Gladiolus” (K34), jednak zginął następnego dnia na zatopionym w wyniku storpedowania okręcie) . O 4:15 U-Boot wystrzelił kolejne cztery torpedy w kierunku uniemożliwiającego zajęcie korzystnej pozycji do dalszych ataków na konwój amerykańskiego niszczyciela USS „Kearny” (DD-432) (1630 ton) . Okręt został trafiony w prawą burtę przez jedną torpedę na przybliżonej pozycji 57°N 24°W/57,000000 -24,000000, a w wyniku eksplozji zginęło 11 i odniosło rany 22 członków załogi . Uszkodzona jednostka w eskorcie niszczycieli USS „Greer” (DD-145) i USS „Monssen” (DD-436) dotarła 19 października do Hvalfjörður na Islandii, gdzie została poddana naprawie . Storpedowanie przez U-568 neutralnego wówczas okrętu zostało wykorzystane przez prezydenta USA Franklina D. Roosevelta do zwiększenia poparcia amerykańskiej opinii publicznej dla jego decyzji o współeskortowaniu przez US Navy alianckich konwojów na północnym Atlantyku w ramach tzw. „patroli neutralności”. O godzinie 5:49 U-568 został dostrzeżony przez kanadyjską korwetę HMCS „Pictou” (K146), która niecelnie ostrzelała U-Boota z działa. O 6:02 okręt podwodny wystrzelił w kierunku napastnika równie niecelną torpedę, a następnie wykonał alarmowe zanurzenie, nie odnosząc uszkodzeń w wyniku ataku bombami głębinowymi ze strony korwety .
Między 21 a 31 października U-Boot wchodził w skład wilczego stada „Reissewolf”  . 7 listopada okręt podwodny powrócił do bazy w Saint-Nazaire, po 30 dniach spędzonych w morzu  . Dowódca nie otrzymał żadnej kary za atak na amerykański neutralny niszczyciel, który wykonał wbrew rozkazowi Hitlera dotyczącemu unikania incydentów z okrętami US Navy.

### Trzeci rejs bojowy
Trzeci patrol załogi U-Boota rozpoczął się 4 grudnia 1941 roku, kiedy to okręt wyszedł z Saint-Nazaire z zadaniem przedarcia się na Morze Śródziemne  . 24 grudnia o godzinie 1:35 w odległości około 100 Mm na zachód od Aleksandrii U-568 wystrzelił salwę czterech torped w kierunku brytyjskiej korwety HMS „Salvia” (K97) o wyporności 925 ton, ratującej rozbitków z zatopionego poprzedniego dnia przez U-559 brytyjskiego statku „Shuntien” . Trafiony przez jedną z torped okręt przełamał się na dwie części i zatonął wraz z całą, liczącą 59 osób załogą na pozycji 31°46′N 28°00′E/31,766667 28,000000 (w wyniku ataku zginęło też 47 członków załogi oraz nieznana liczba artylerzystów i jeńców z „Shuntien”) .
1 stycznia 1942 roku okręt został przyporządkowany do 29. Flotylli U-Bootów w La Spezia . 9 stycznia nieopodal Sidi Barrani (na pozycji 32°22′N 26°54′E/32,366667 26,900000) okręt podwodny stał się celem ataku przeprowadzonego przez łódź latającą Short Sunderland X z brytyjskiej 230. Eskadry RAF, doznając niewielkich uszkodzeń . 17 stycznia po 45 dniach spędzonych w morzu okręt dotarł do bazy w La Spezia  .

### Czwarty rejs bojowy
2 marca U-Boot wyszedł z La Spezia na swój czwarty patrol, kierując się w stronę wybrzeży Egiptu  . Po bezowocnym rejsie okręt powrócił do bazy 30 marca, spędzając w morzu 29 dni  .

### Piąty rejs bojowy i utrata okrętu
21 maja 1942 roku U-568 opuścił bazę w La Spezia, udając się na swój piąty wojenny patrol  . Rankiem 28 maja na północny wschód od Tobruku okręt podwodny został zlokalizowany przez samolot bombowy Bristol Blenheim S z brytyjskiej 203. Eskadry RAF, który wykonał atak bombami głębinowymi uszkadzając zbiornik paliwa U-Boota . 29 maja o godzinie 5:00 na pozycji 32°42′N 24°53′E/32,700000 24,883333 U-568 został zatopiony przez brytyjskie okręty: niszczyciel HMS „Hero” (H99) oraz niszczyciele eskortowe HMS „Eridge” (L68) i HMS „Hurworth” (L28), które przeprowadziły 11 ataków zrzucając około 100 bomb głębinowych, a po wynurzeniu okrętu podwodnego ostrzelały go ogniem artyleryjskim . Ocalała cała, licząca w tym rejsie 47 osób załoga U-Boota, która trafiła do niewoli .

### Podsumowanie działalności bojowej
U-568 odbył pięć patroli bojowych, spędzając w morzu 151 dni . W ich trakcie zatopił jeden statek o pojemności 6023 BRT i dwie korwety o łącznej wyporności 1850 ton oraz uszkodził niszczyciel o wyporności 1630 ton, na pokładach których zginęło co najmniej 225 osób . Pełne zestawienie strat przedstawia poniższa tabela :
| Data                 | Nazwa                 | Państwo           | Tonaż       | Los jednostki |
| -------------------- | --------------------- | ----------------- | ----------- | ------------- |
| 12 sierpnia 1941     | HMS „Picotee” (K63)   | Royal Navy        | 925         | zatopiony     |
| 16 października 1941 | „Empire Heron”        | Wielka Brytania   | 6023        | zatopiony     |
| 17 października 1941 | USS „Kearny” (DD-432) | Stany Zjednoczone | 1630        | uszkodzony    |
| 28 lipca 1943        | HMS „Salvia” (K97)    | Royal Navy        | 925         | zatopiony     |
| RAZEM                | RAZEM                 | zatopione:        | zatopione:  | 3             |
| RAZEM                | RAZEM                 | uszkodzone:       | uszkodzone: | 1             |